# Vicente Menardo

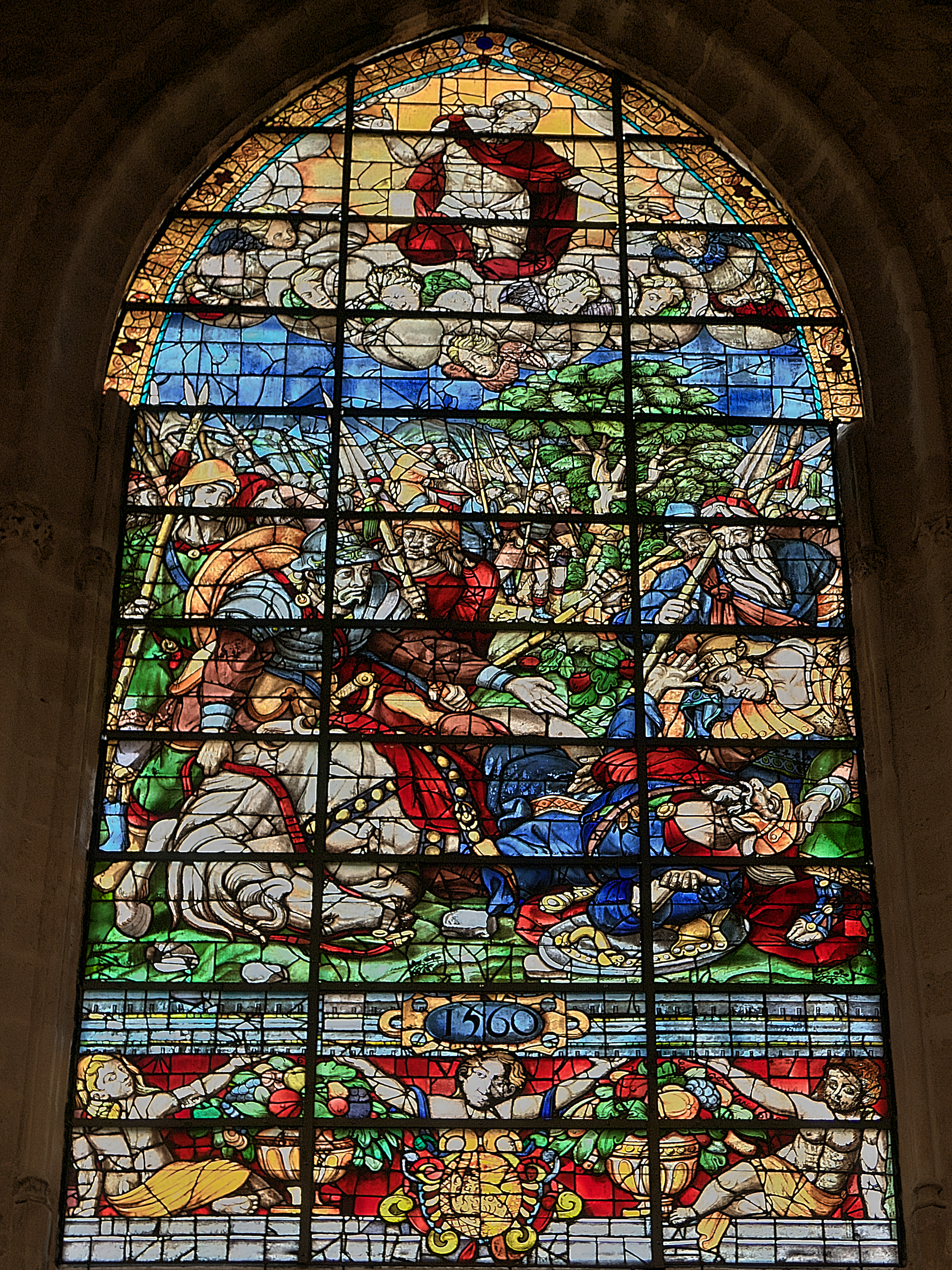
Vitral de Vicente Menardo en la Catedral de Sevilla

Vicente Menardo fue un maestro vidriero del siglo XVI, natural de Flandes. Se cree que debió nacer entre 1520 y 1530, se desconoce la fecha y el lugar exacto, solamente se sabe que era natural de Flandes. La primera cita documental en que se le cita data del año 1560. En 1565 fue nombrado maestro vidriero de la Catedral de Sevilla, ciudad en la que falleció el 6 de abril de 1577.
Su arte es de gran originalidad e introduce en sus obras un espíritu libre y sensible. Sus composiciones son delicadas y elegantes, manifestando gran sensación de vida. Entre las obras que realizó se encuentran los siguientes vitrales conservadas en la Catedral de Sevilla: Conversión de San Pablo (1560), La Anunciación (1567), La Visitación (1568), Los evangelistas, vidriera para la capilla de San Laureano con las imágenes de San Isidoro, San Laureano y San Leandro (1572) y vidrieras de la Capilla Real (1575) en las que se representa el escudo de España.